# Виньвьей
Виньвье́й (фр. Vignevieille) — коммуна во Франции, находится в регионе Лангедок — Руссильон. Департамент коммуны — Од. Входит в состав кантона Мутуме. Округ коммуны — Каркасон.
Код INSEE коммуны — 11409.

## Население
Население коммуны на 2008 год составляло 99 человек.
| 1962 | 1968 | 1975 | 1982 | 1990 | 1999 | 2008 |
| ---- | ---- | ---- | ---- | ---- | ---- | ---- |
| 92   | 112  | 95   | 78   | 75   | 72   | 99   |

## Экономика
В 2007 году среди 46 человек в трудоспособном возрасте (15—64 лет) 38 были экономически активными, 8 — неактивными (показатель активности — 82,6 %, в 1999 году было 65,7 %). Из 38 активных работали 31 человек (18 мужчин и 13 женщин), безработных было 7 (5 мужчин и 2 женщины). Среди 8 неактивных 5 человек были пенсионерами, 3 были неактивными по другим причинам.

## Достопримечательности
- Руины замка Дюрфор.
- Фонтан на площади, построенный в 1897 году. Бассейн выложен розовым мрамором.